# Пасельський Назар Миколайович
Наза́р Микола́йович Пасе́льський (24 вересня 1992, Львів, Україна — 14 серпня 2014, Луганська область, Україна) — український військовик, старший лейтенант 80-ї аеромобільної бригади Збройних сил України, був командиром зенітно-ракетного взводу аеромобільно-десантного батальйону. Загинув у ході війни на сході України в ніч проти 14 серпня від пострілу снайпера, після чого тіло бійця зазнало ушкоджень від обстрілу з установки «Град». Лицар ордена Богдана Хмельницького III ступеня.

## Життєпис

### Дитинство
Народився 1992 року у місті Львів. Назар Пасельський був зразковим військовиком, обрав саме цей шлях, тому що мріяв стати військовим ще з дитинства. Відомо, що в дитинстві він навчався і виховувався у Львівському навчально-виховному комплексі садок-школа «Любисток». У 2002–2006 рр. Назар навчався у Львівській середній загальноосвітній школі № 54. Офіцер дуже любив життя, про що свідчать його записи в соціальних мережах, в нього було багато планів на майбутнє і він справляв враження людини, яка завжди досягає поставленої мети, доводить розпочаті справи до кінця.

### Освіта
У 2006–2009 рр. Назар навчався у Львівському військовому ліцеї імені Героїв Крут. Після цього у 2009–2013 навчався в Харківському університеті Повітряних Сил ім. І. Кожедуба, де по закінченню отримав перше офіцерське звання — лейтенант.

### Сім'я
Батько — Пасельський Микола, нар. 30 листопада 1971 року. Мати — Анна Пасельська, до шлюбу Гоц. Назар був єдиною дитиною у сім'ї. Після перемоги Назар планував одружитися, його чекала наречена.

### Похорони
Тіло загиблого доставлено до Львова 16 серпня 2014. Поховали Назара 17 серпня 2014 року у Львові на Личаківському кладовищі на полі Почесних поховань № 76. В цей самий день відбулося Заупокійне Богослужіння та прощання з Назаром у Храмі Святих апостолів Петра й Павла (що на вул. Театральній, 11).

## Нагороди та відзнаки
- Орден Богдана Хмельницького III ступеня (14 березня 2015, посмертно) — відзначений указом президента № 144/2015 за особисту мужність і високий професіоналізм, виявлені у захисті державного суверенітету та територіальної цілісності України.[4]
- нагрудний знак «За оборону Луганського аеропорту» (посмертно)
- Його портрет розміщений на меморіалі «Стіна пам'яті полеглих за Україну» у Києві: секція 2, ряд 7, місце 32.
- Вшановується 14 серпня на щоденному ранковому церемоніалі вшанування українських захисників, які загинули цього дня у різні роки внаслідок російської збройної агресії[5].
- 12 червня 2018 року у загальноосвітній школі № 54 імені Квітки Цісик відбулося відкриття меморіальної дошки Назару Пасельському, Андрію Бернацькому та Василю Задорожньому[6]

## Цитати
|  | Я люблю тебя жизнь, и надеюсь что это взаимно |

Ці слова були останніми, які залишив Назар на своїй сторінці в соціальній мережі Odnoklassniki.ru.

## Галерея

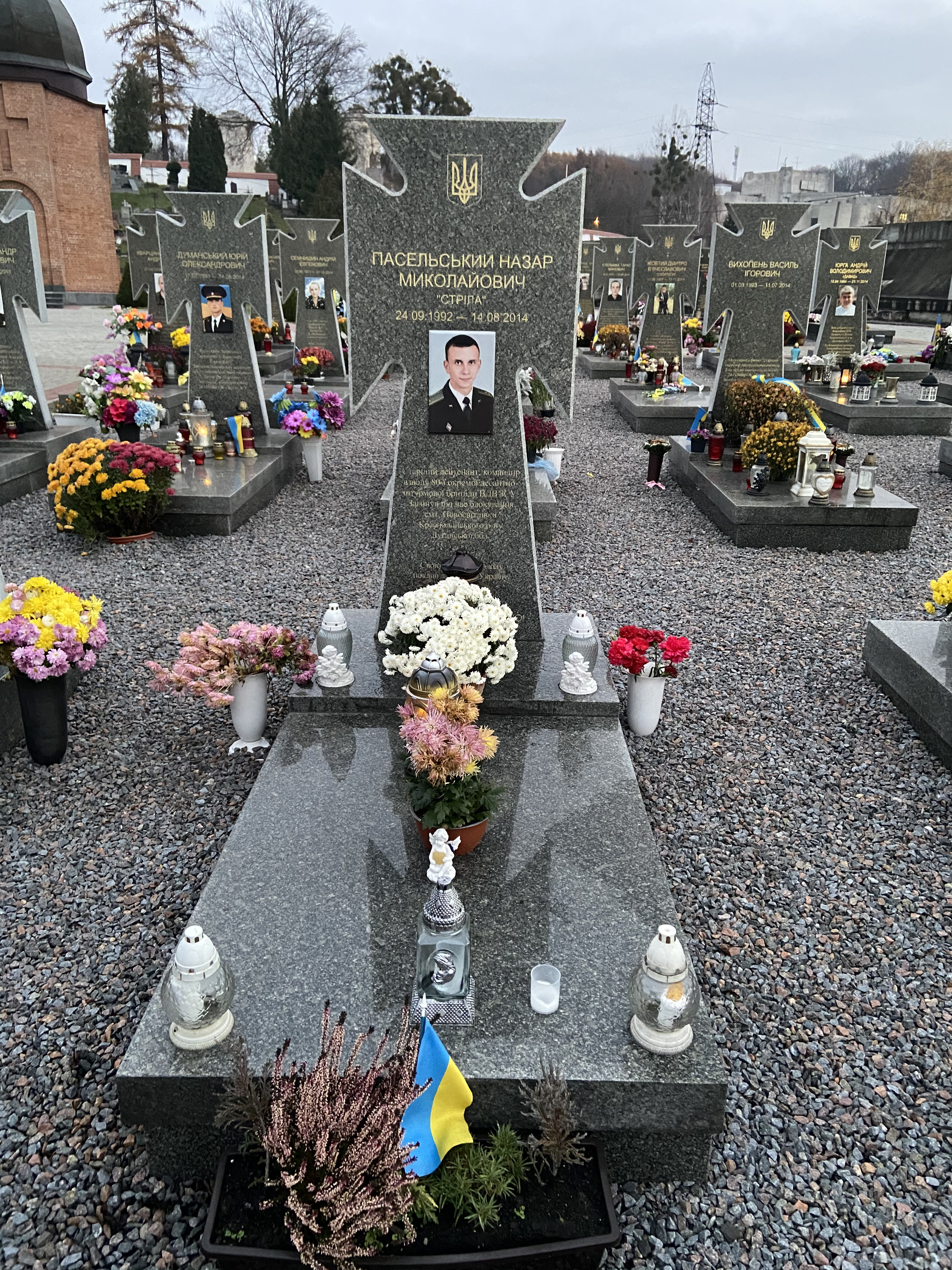
Могила Пасельського Назара (фото у листопаді 2020 року)
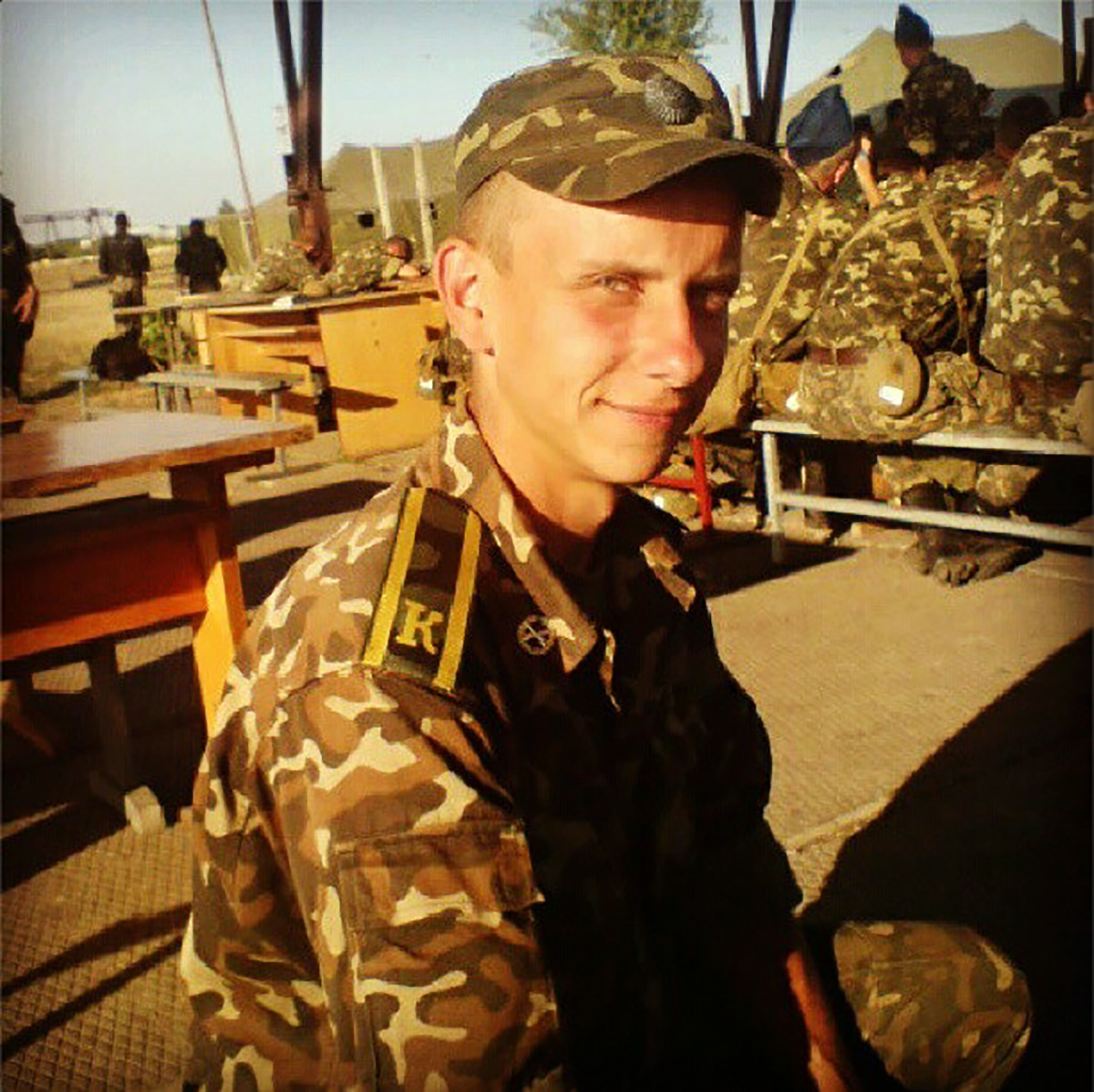
Старший лейтенант - Пасельський Назар (на фото ще курсант)
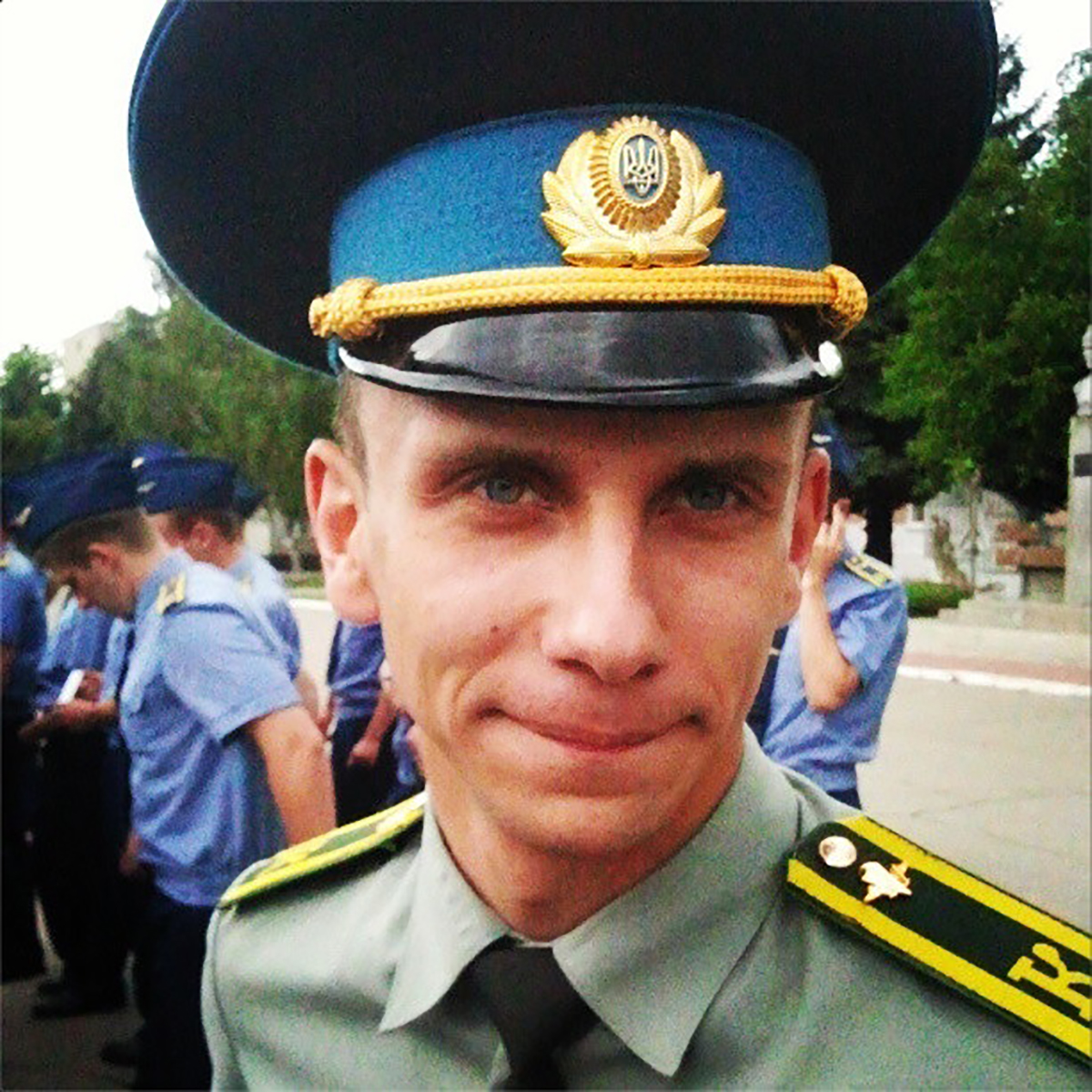
В парадній курсантській формі ХУПС
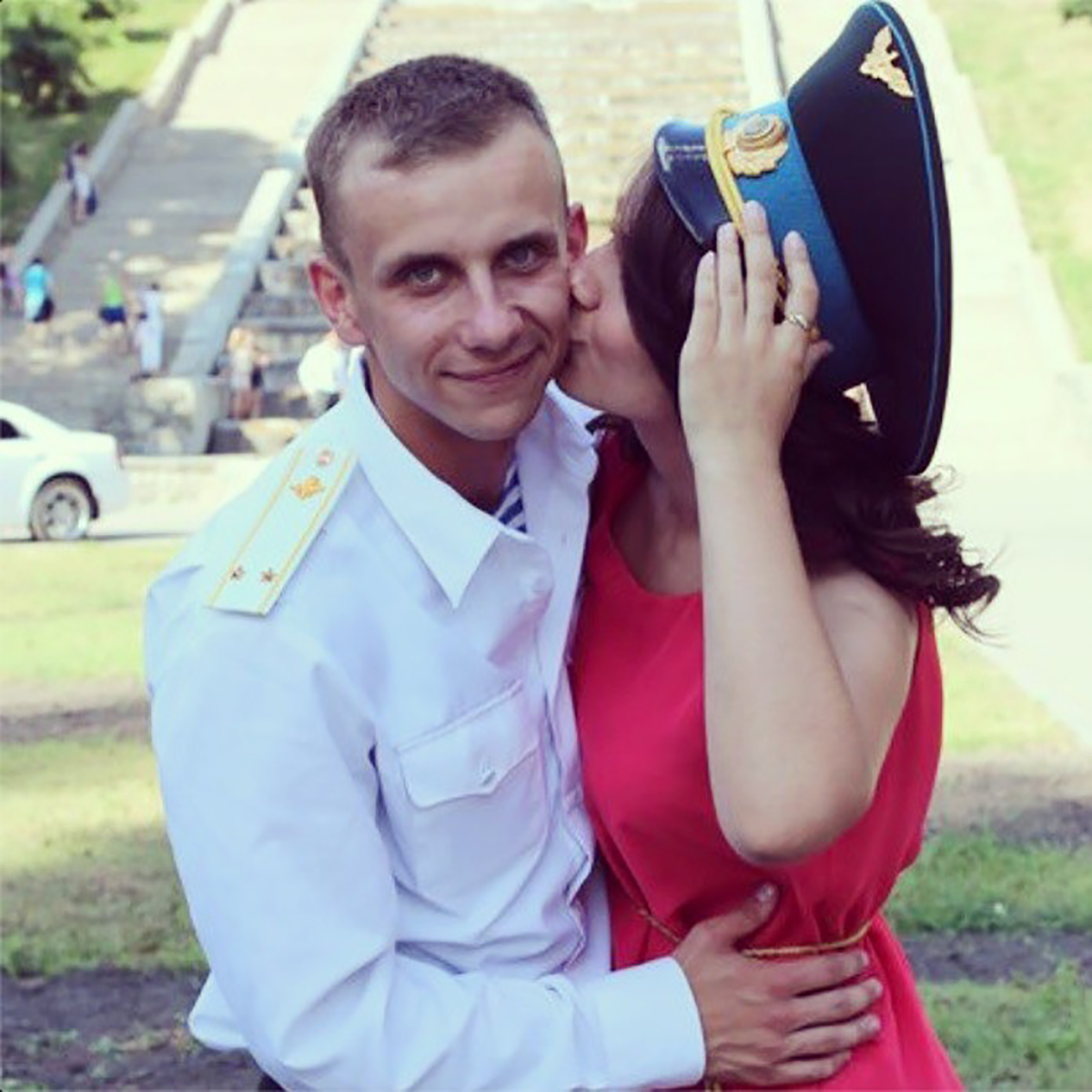
Назар Пасельський та його наречена
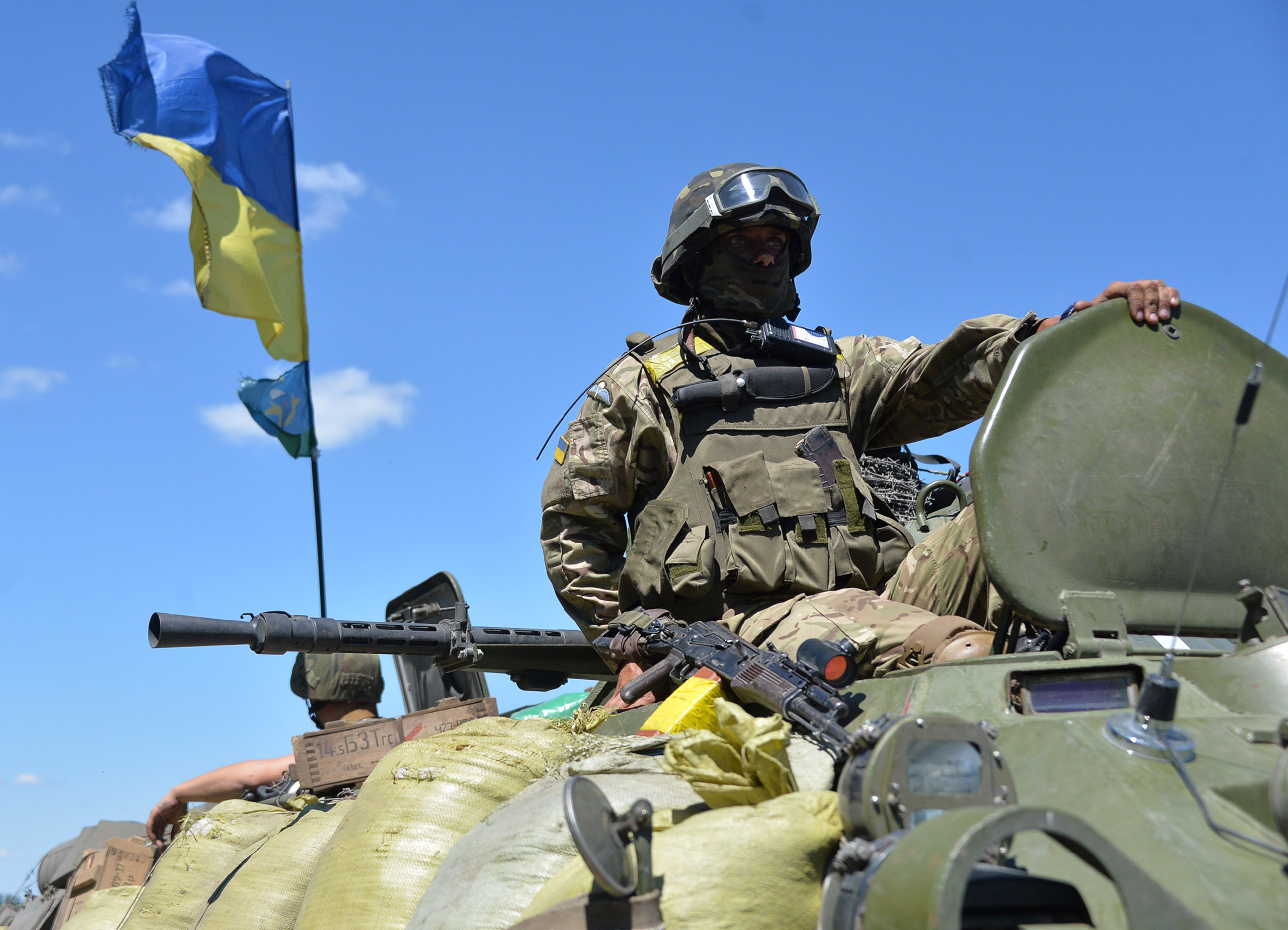
Під час проведення АТО у липні 2014 року
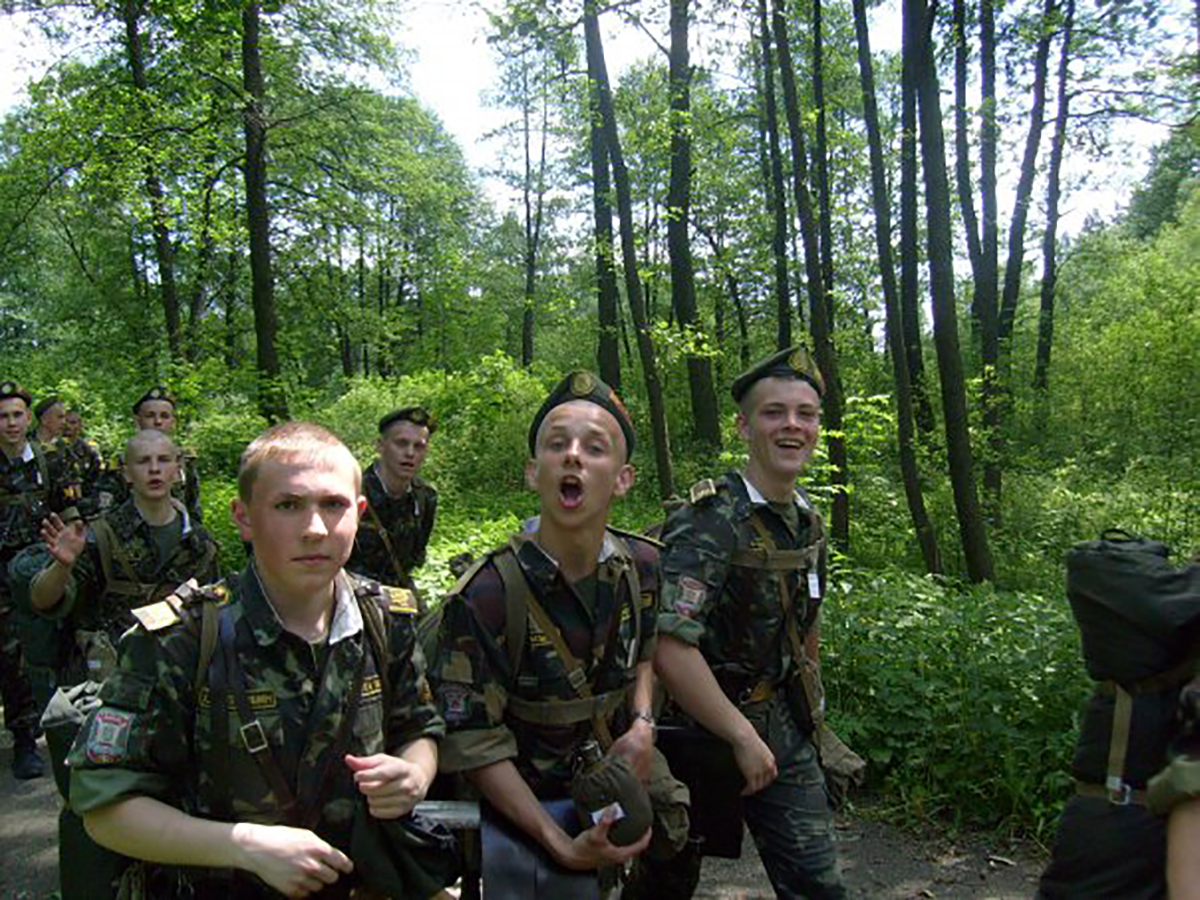
Пасельський Назар (по центру) під час польового вишколу у червні 2008 року, навчаючись в Львівському військовому ліцеї
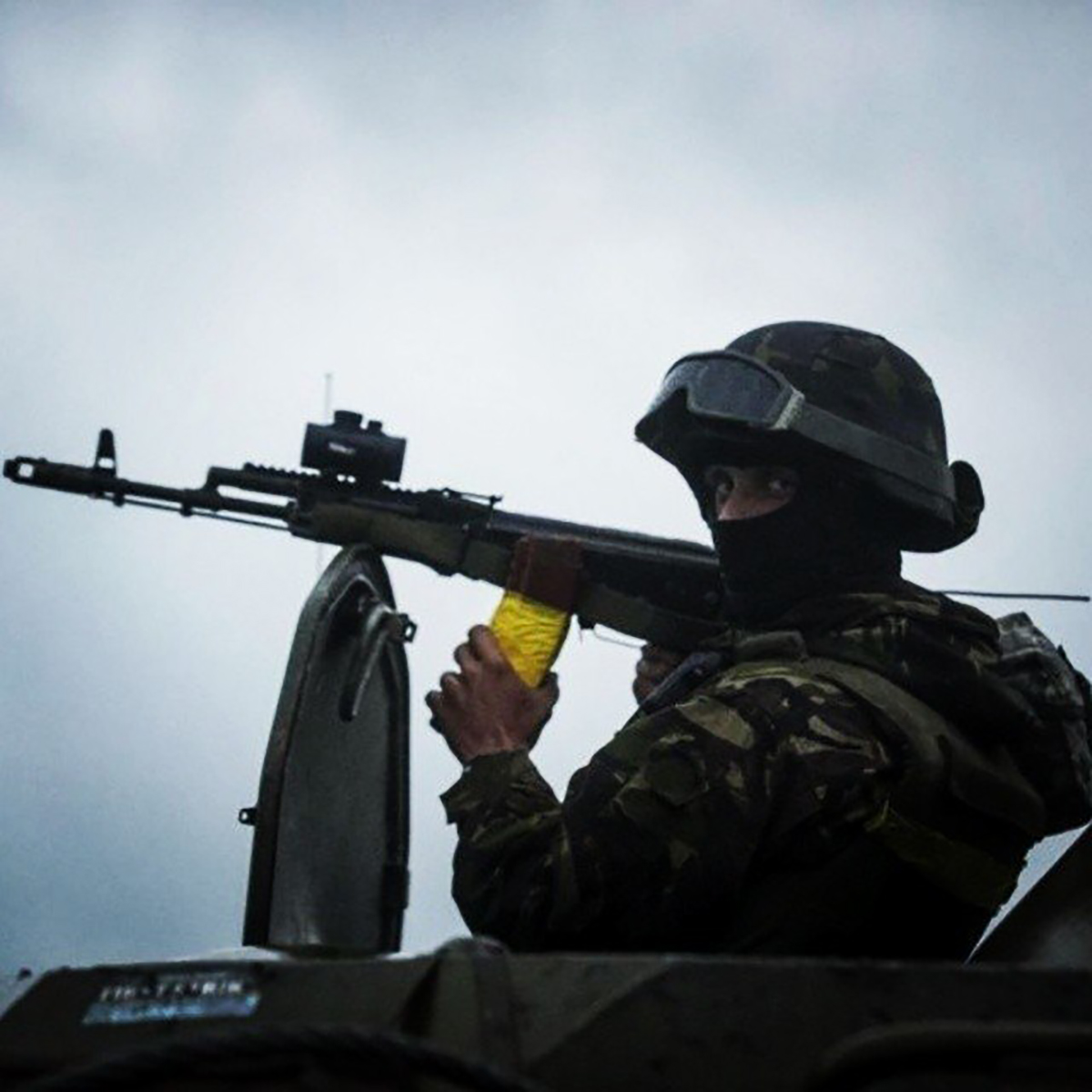
Під час проведення АТО в липні 2014 року
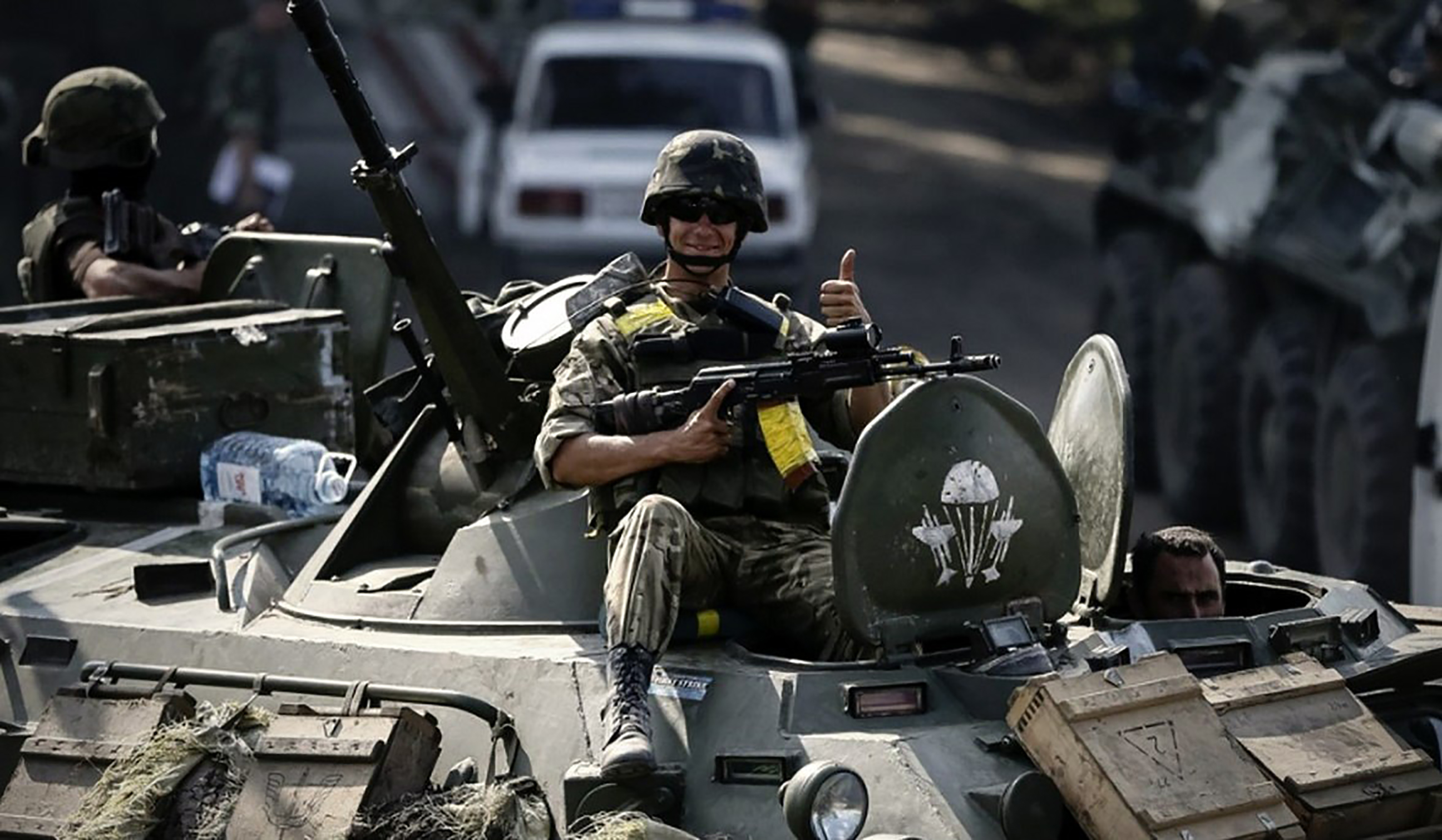
Під час проведення АТО в липні 2014 року
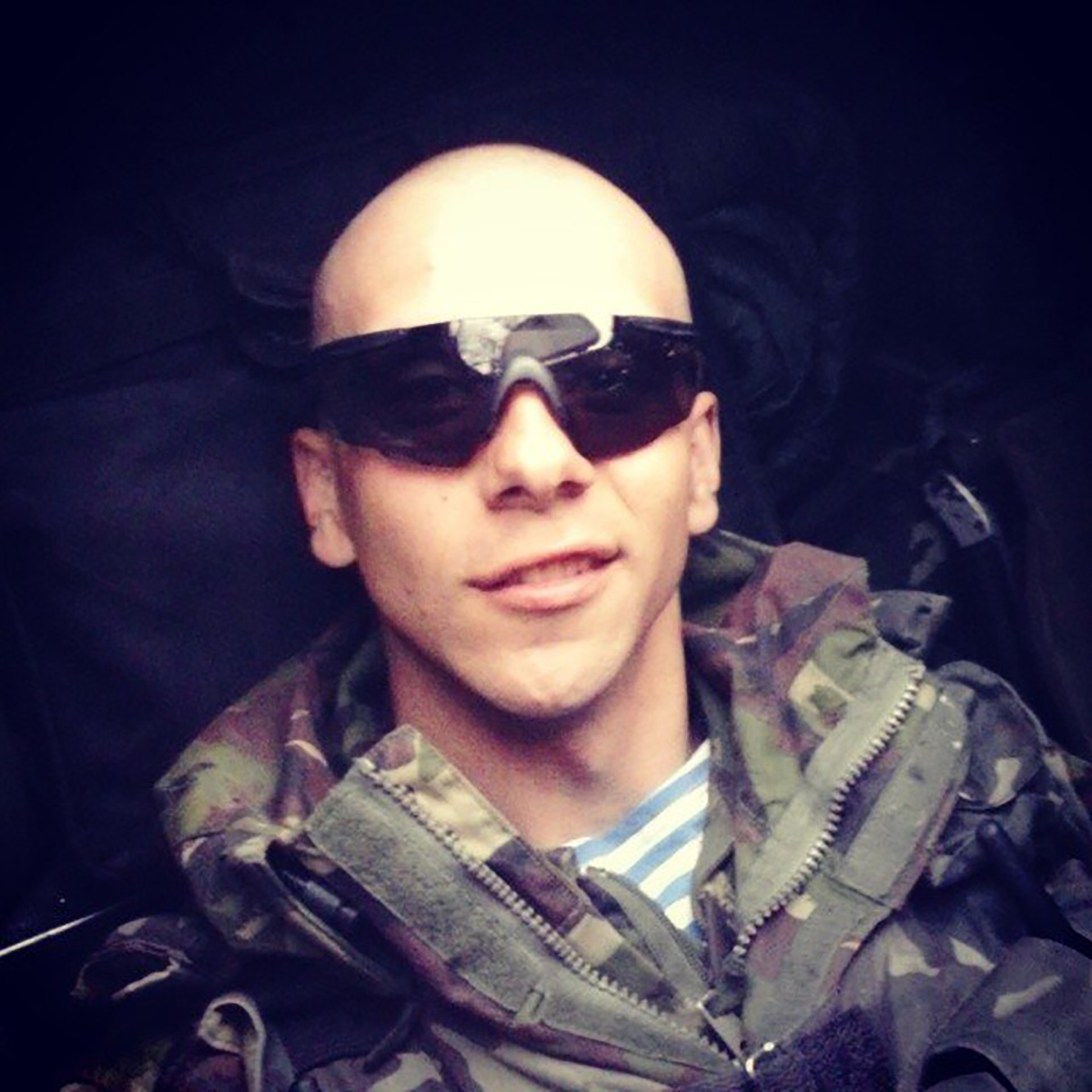
Старший лейтенант - Пасельський Назар
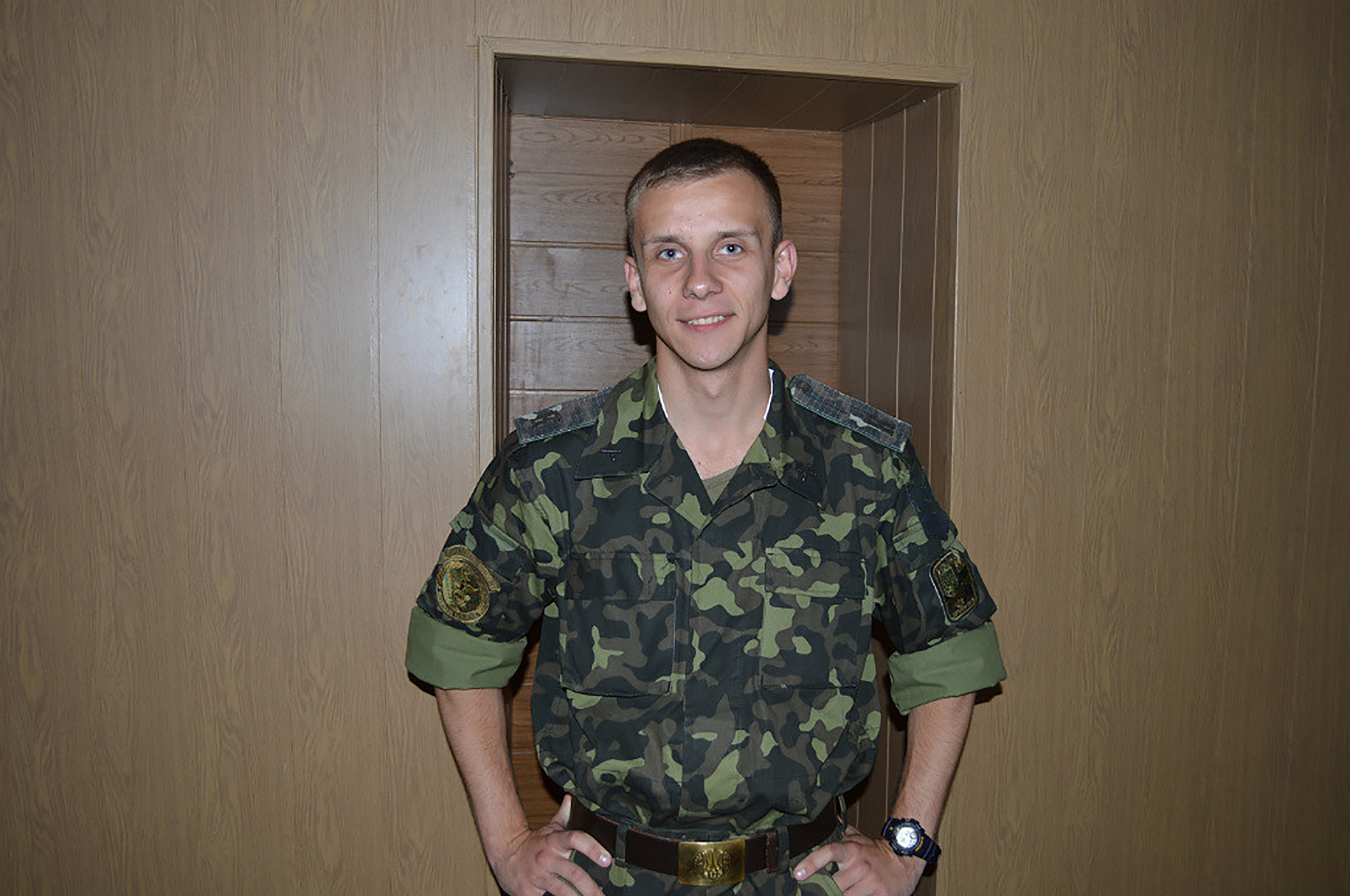
Пасельський Назар Миколайович
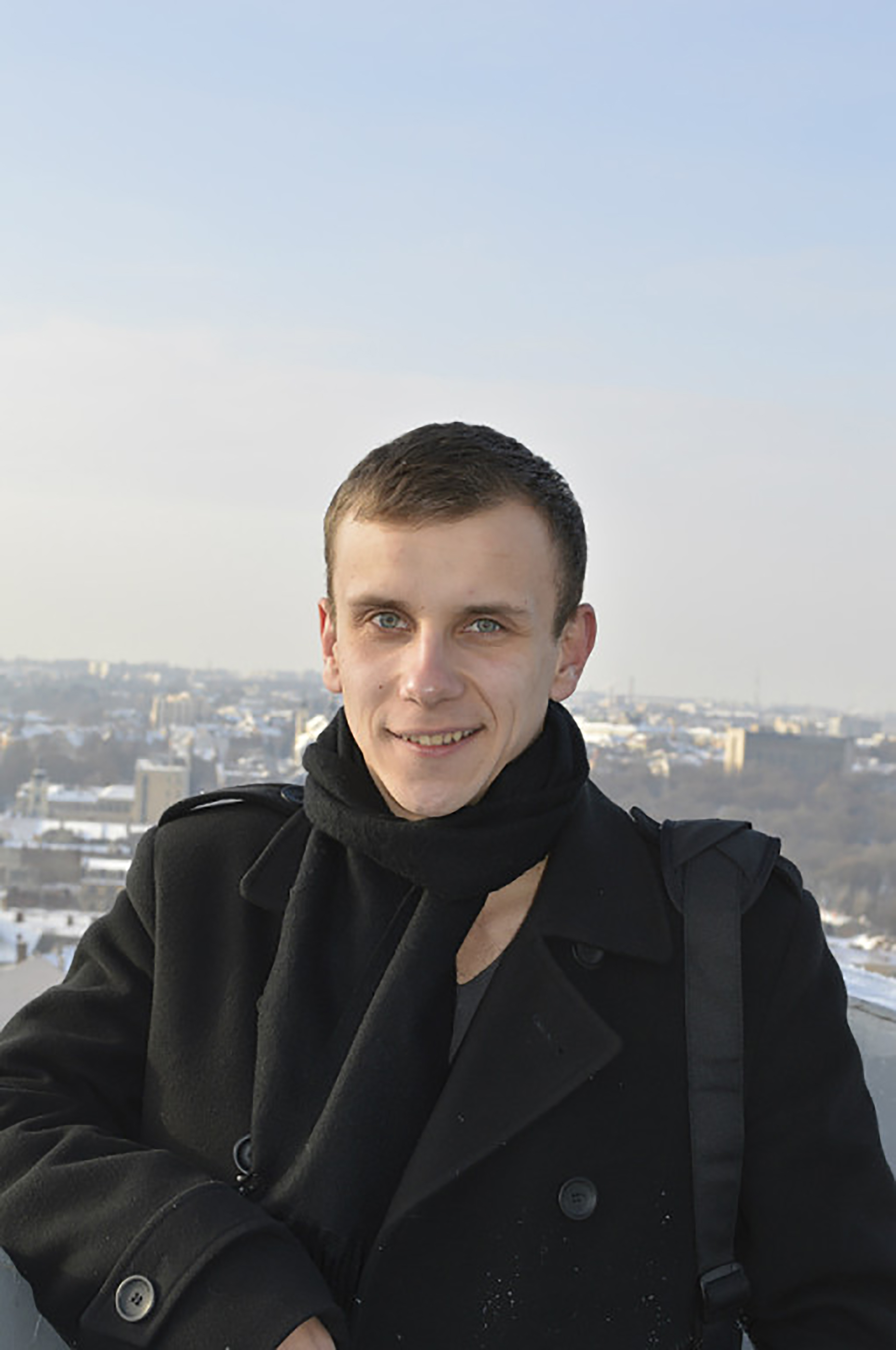
Пасельський Назар Миколайович
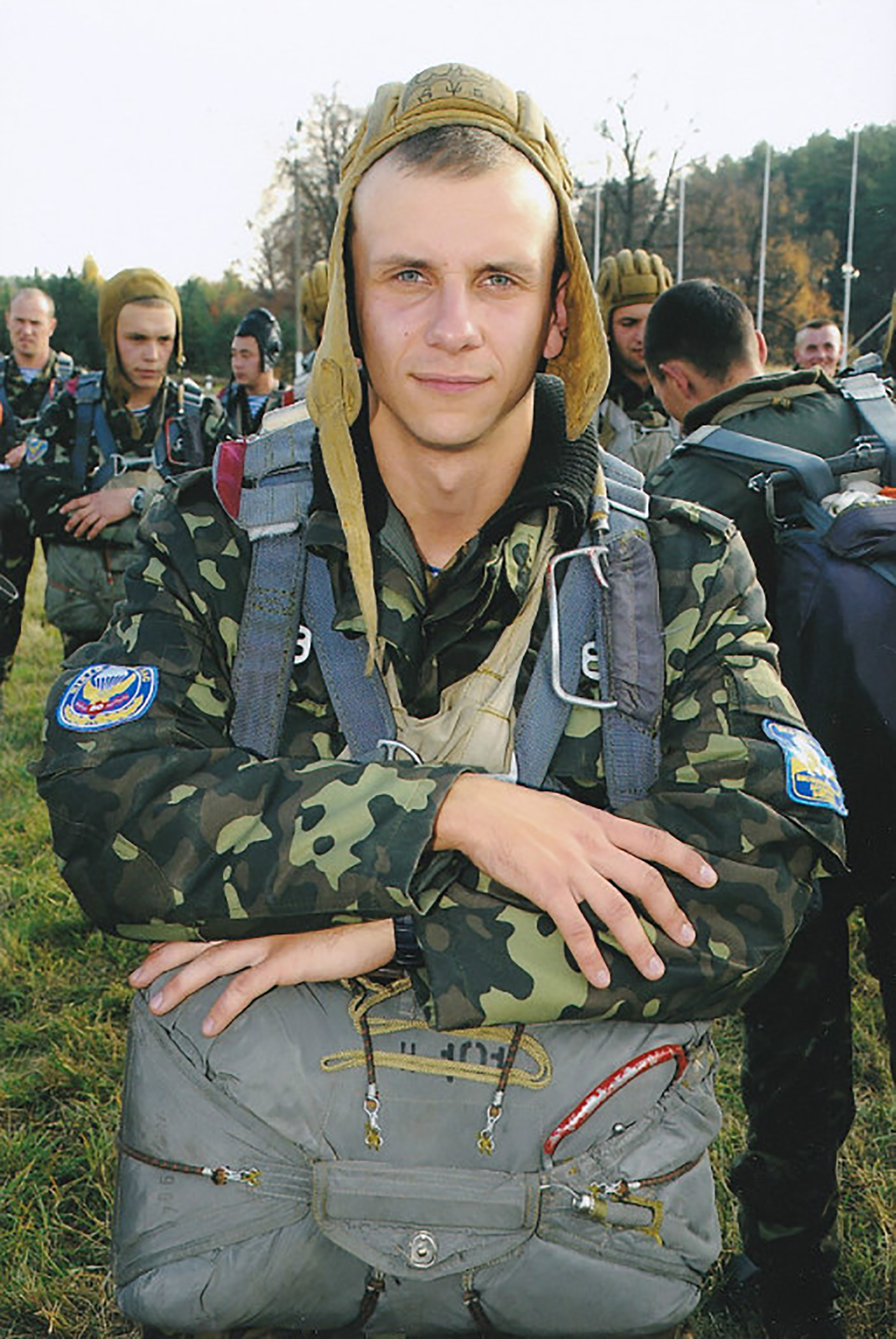
Пасельський Назар Миколайович
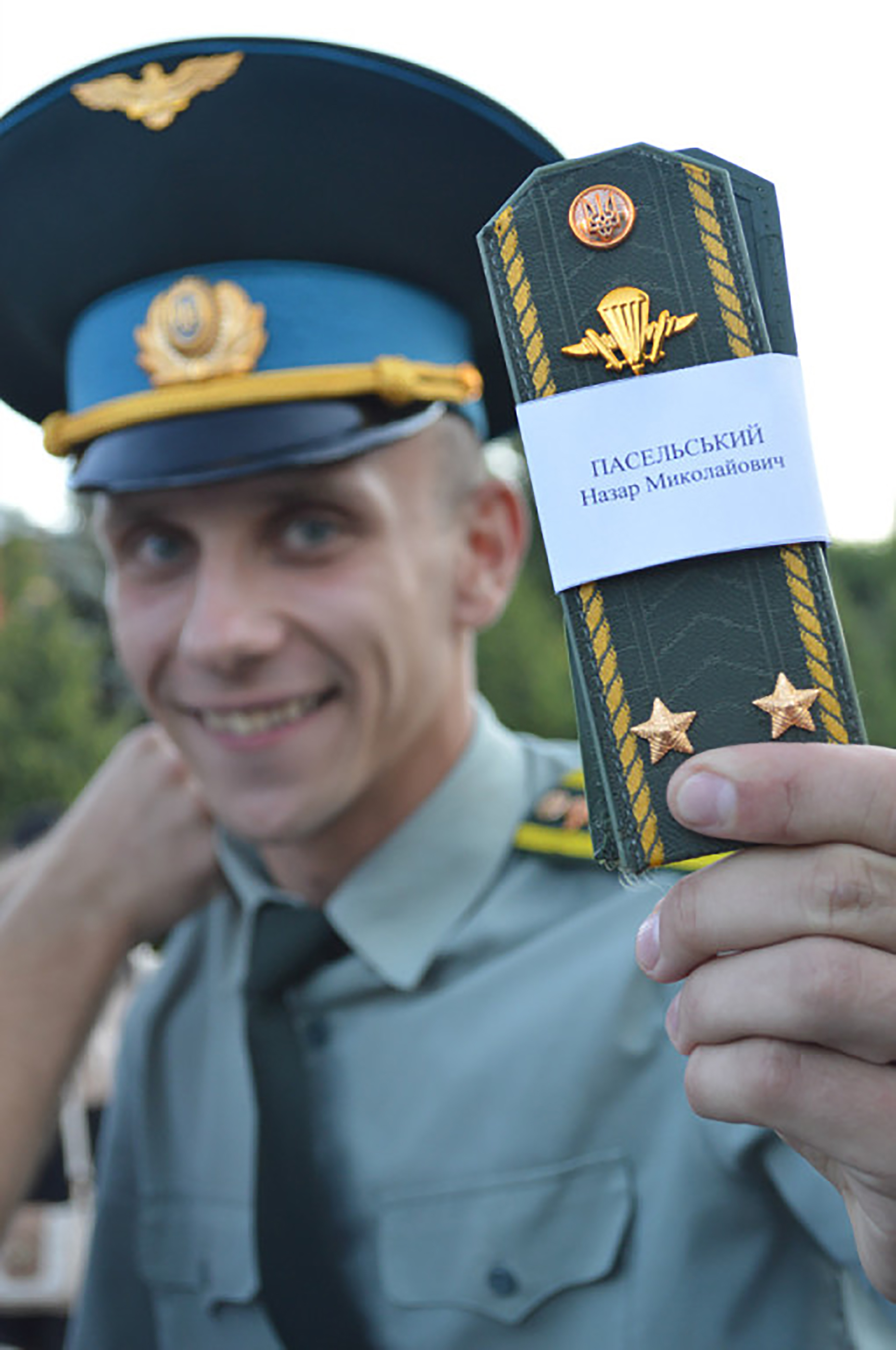
Пасельський Назар Миколайович після вручення погонів Лейтенанта. Його перше офіцерське звання.
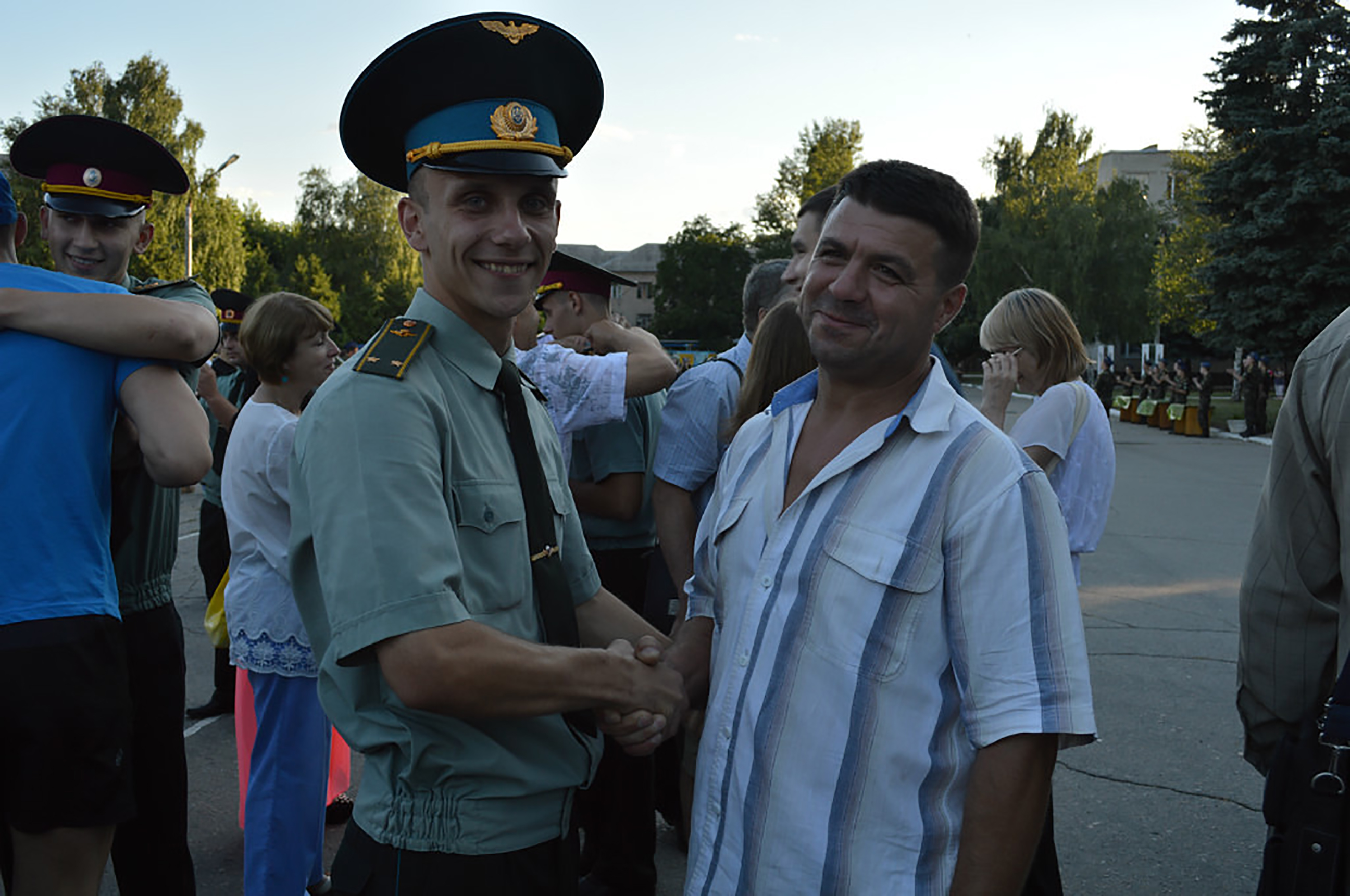
Пасельський Назар та його батько Пасельський Микола
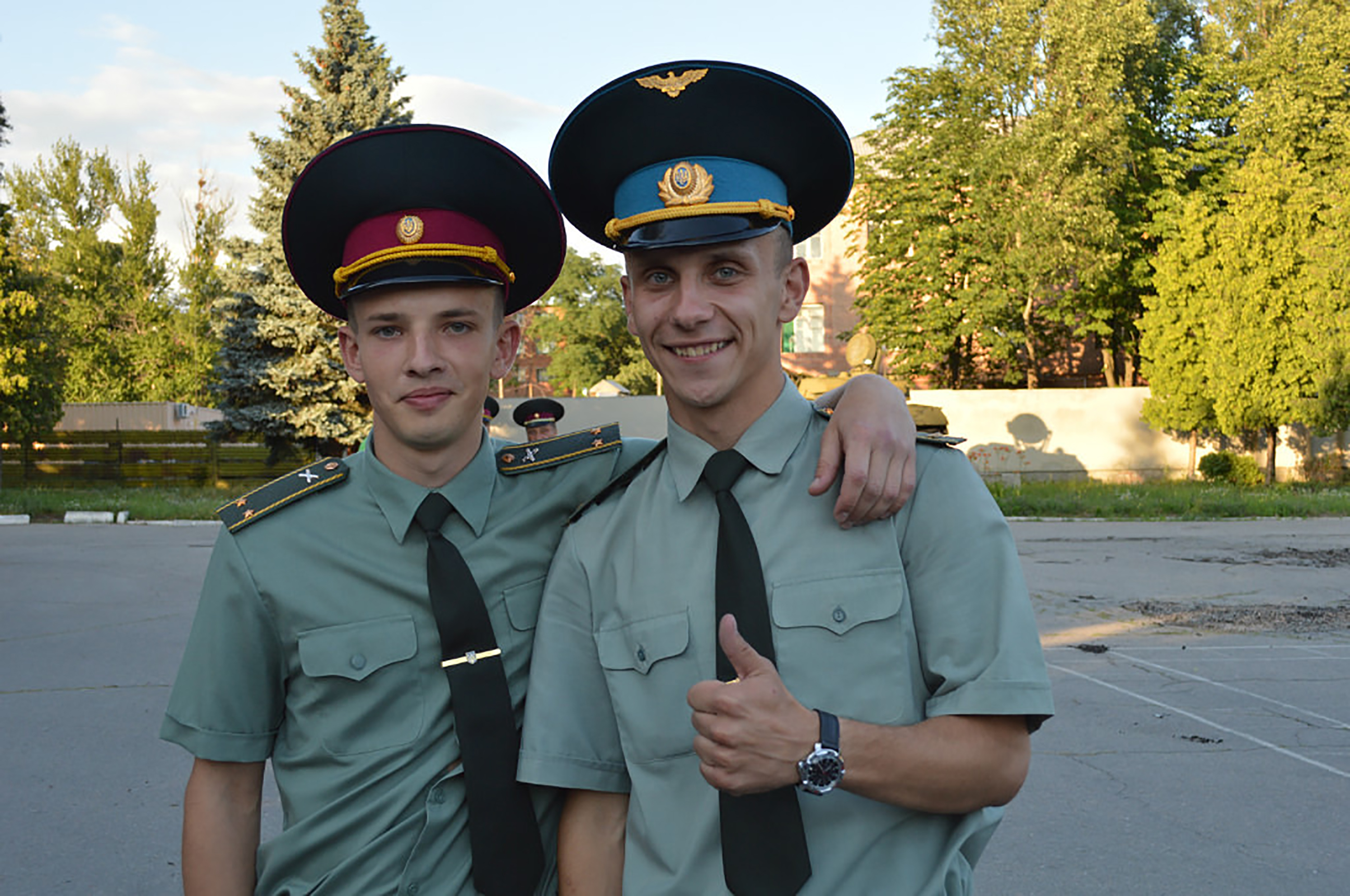
Пасельський Назар (справа) та його друг Созанський Святослав (зліва)
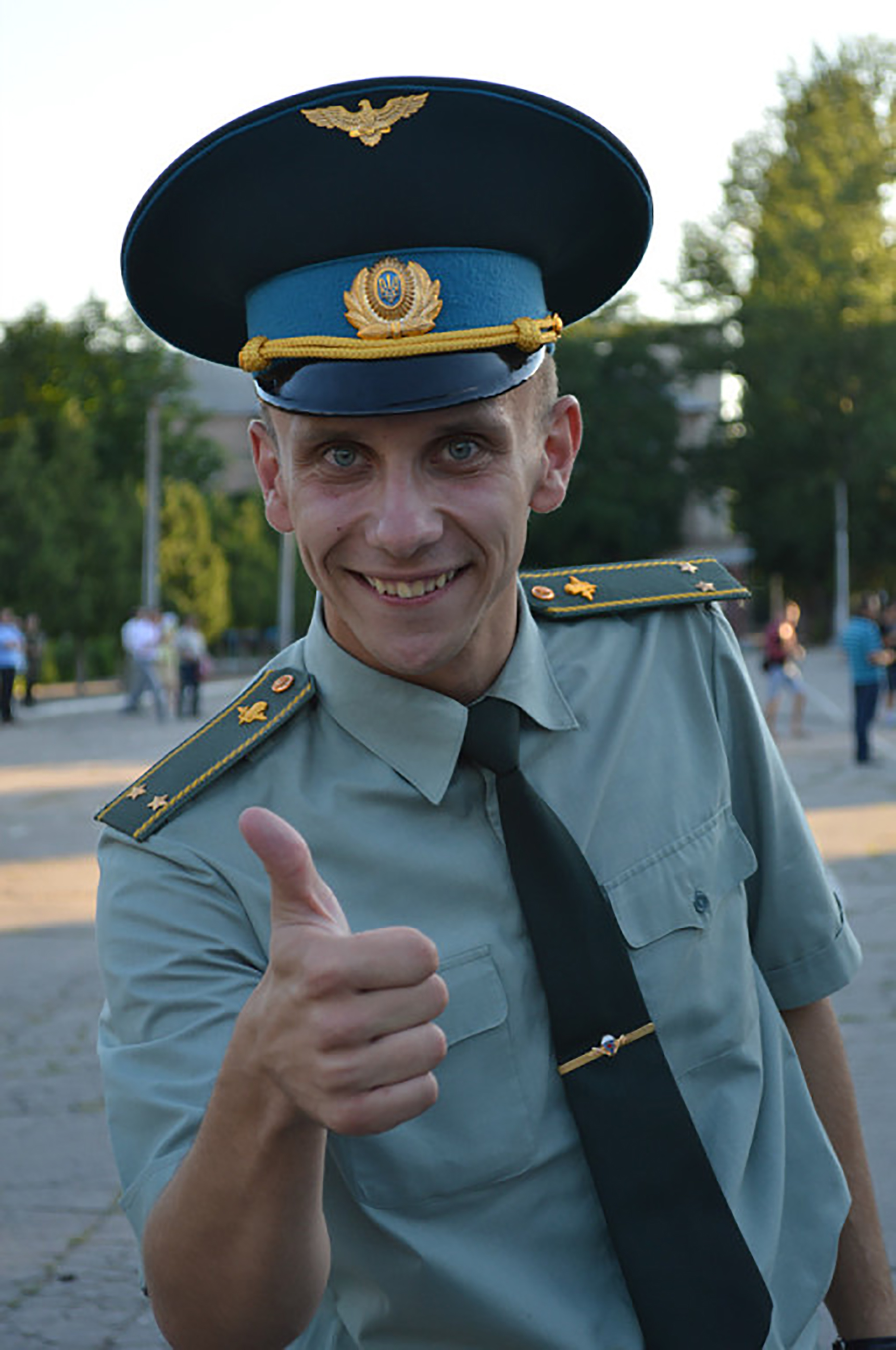
Пасельський Назар Миколайович
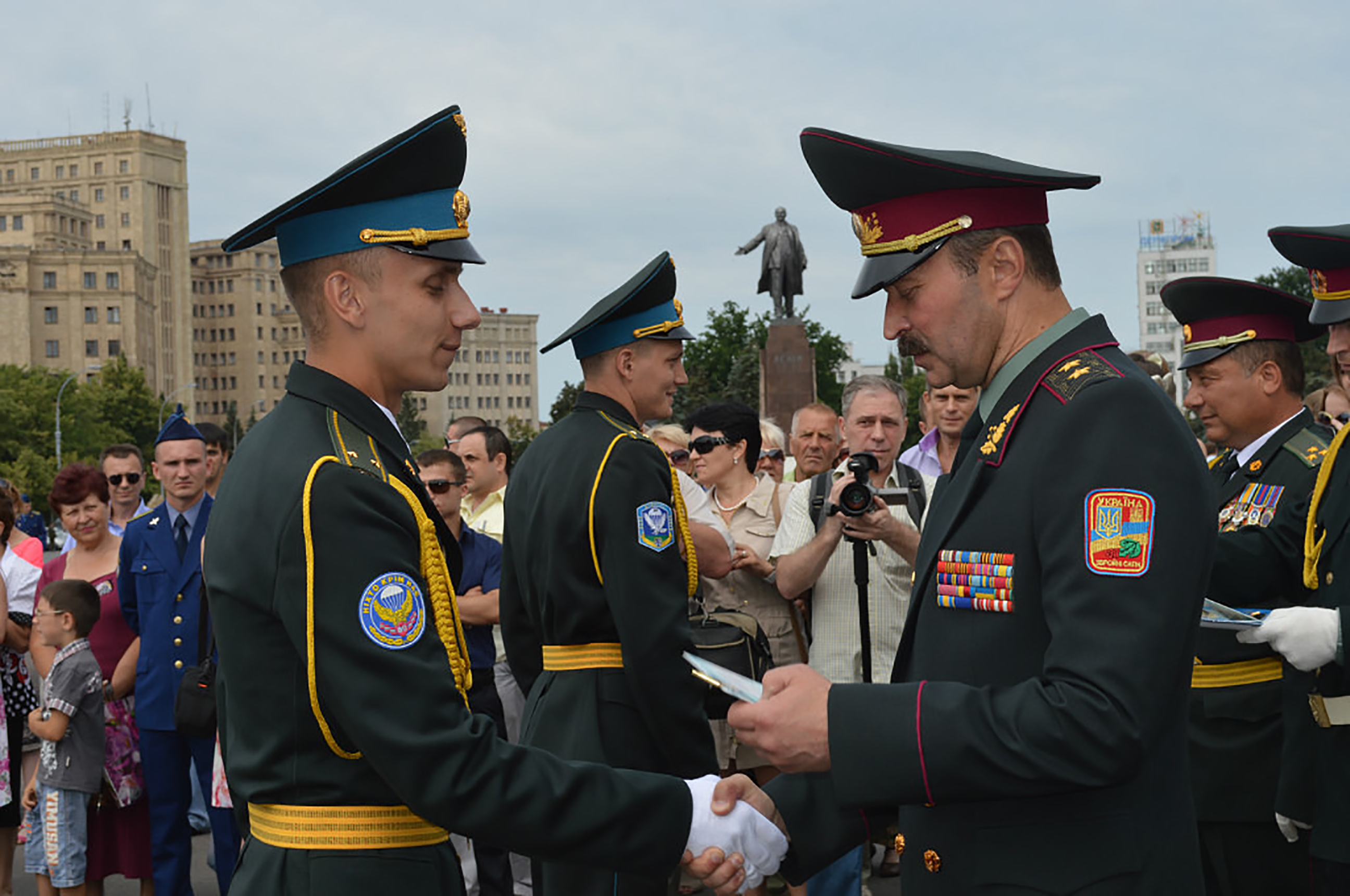
Пасельський Назар Миколайович піч час отримання диплому про вищу освіту
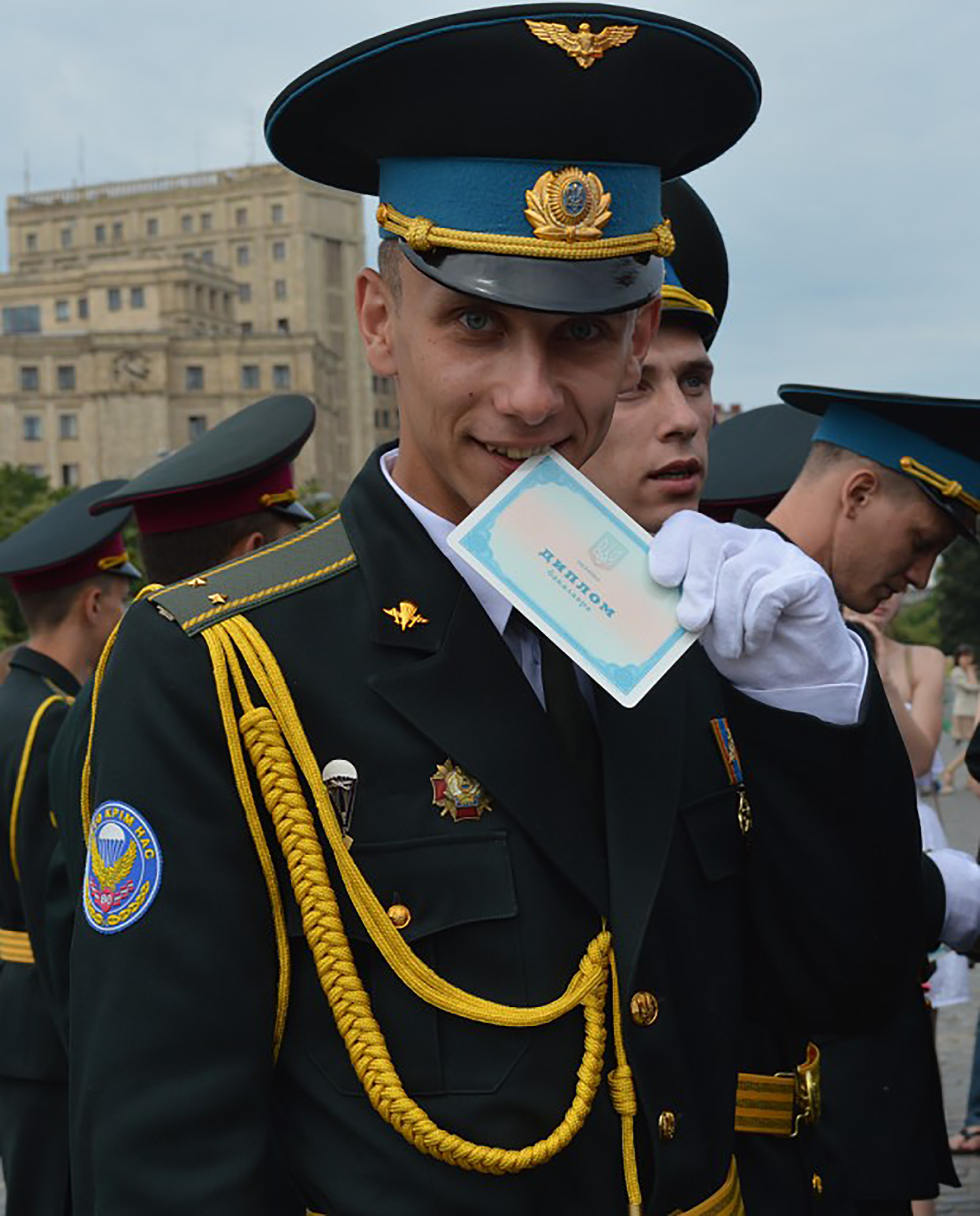
Пасельський Назар Миколайович після отримання диплому про вищу освіту
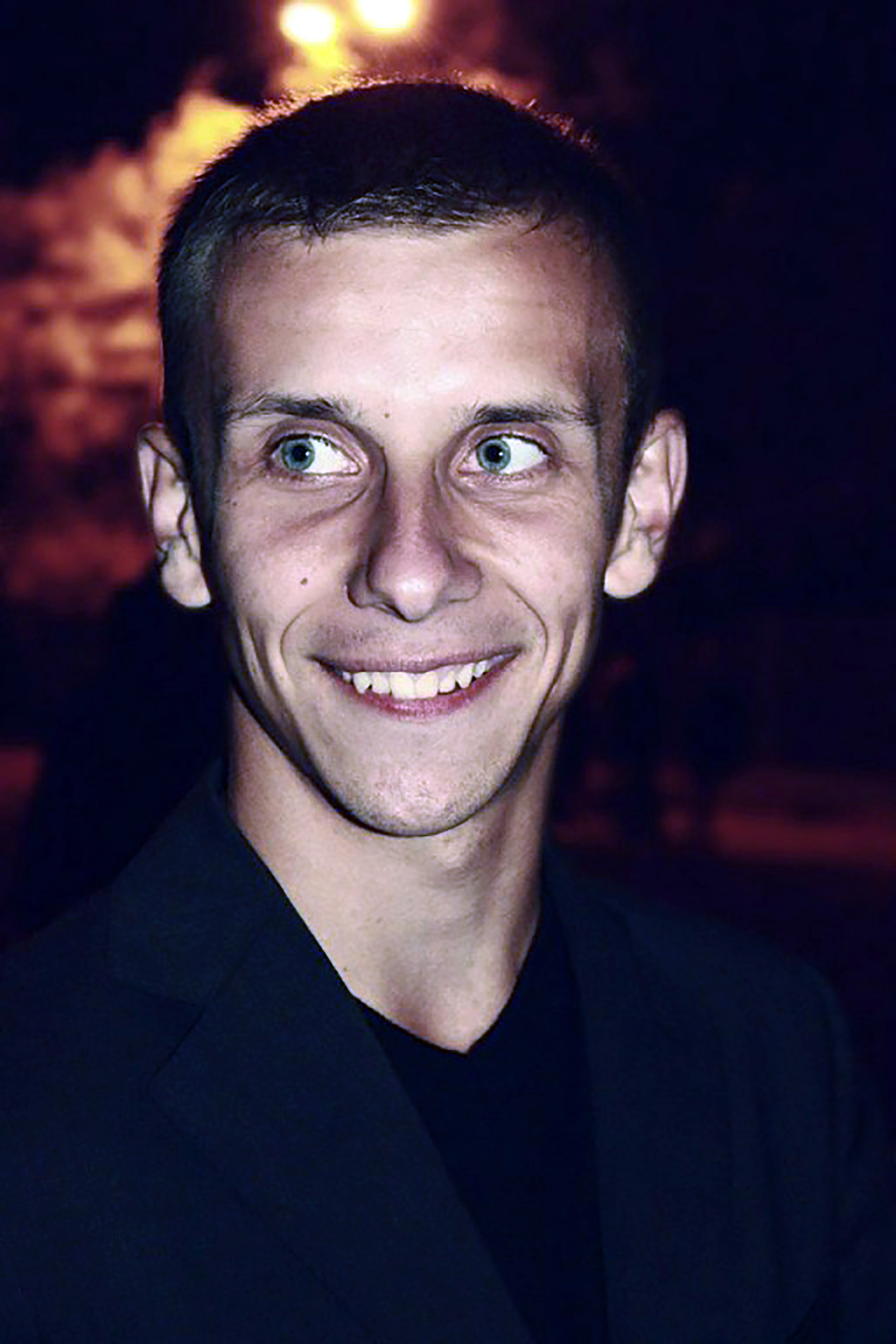
Пасельський Назар Миколайович
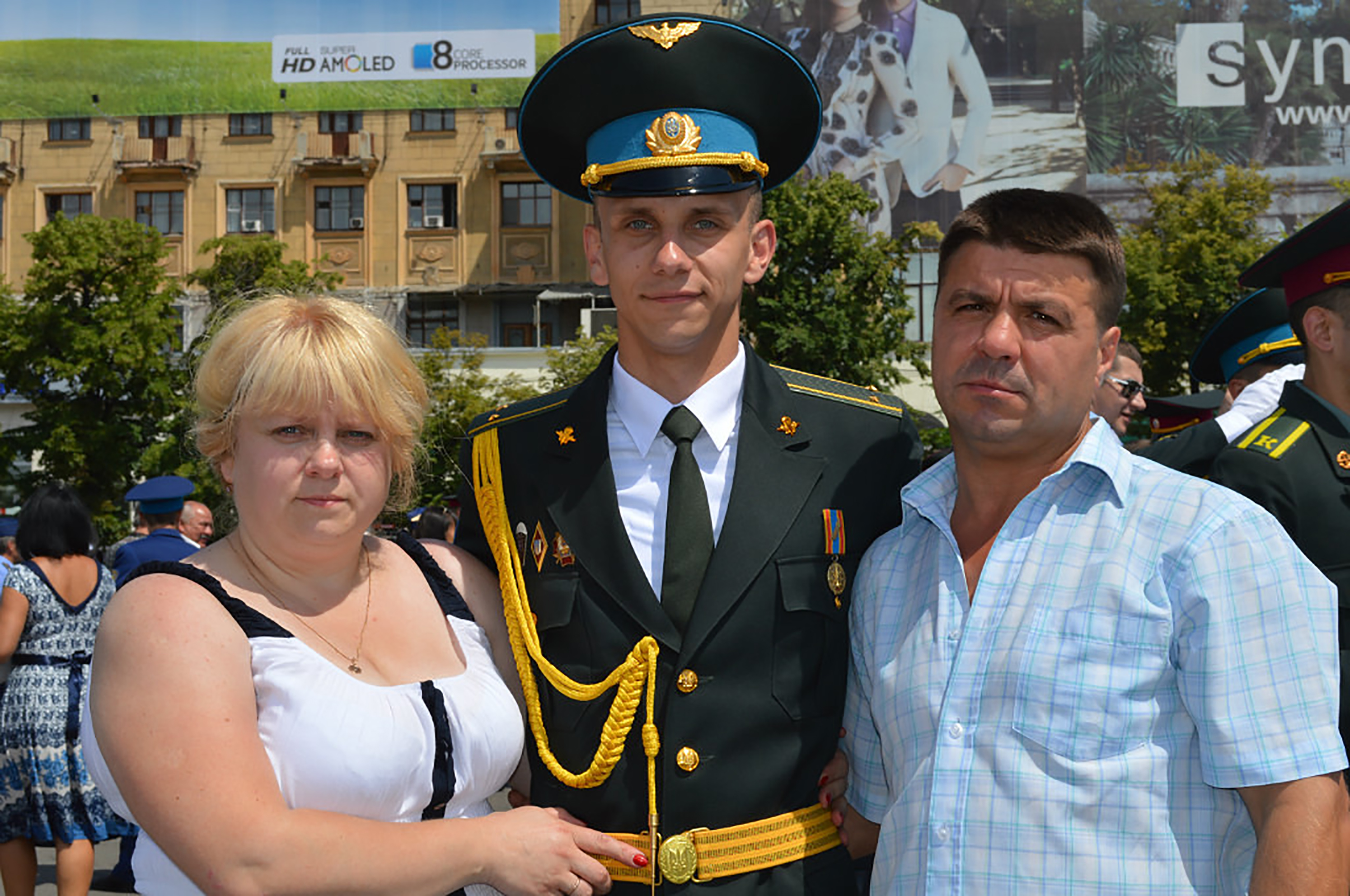
Пасельський Назар та його батьки
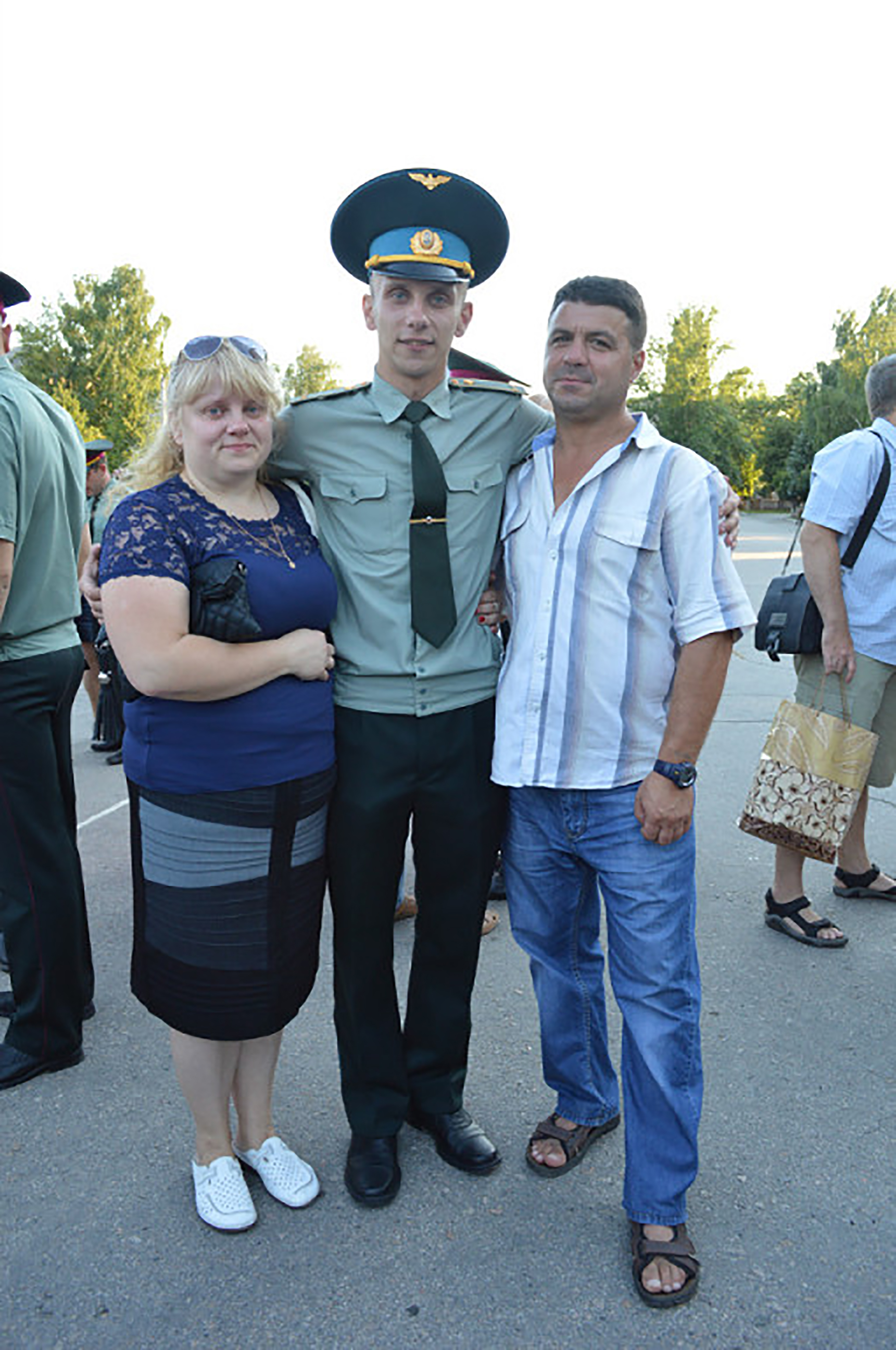
Пасельський Назар та його батьки
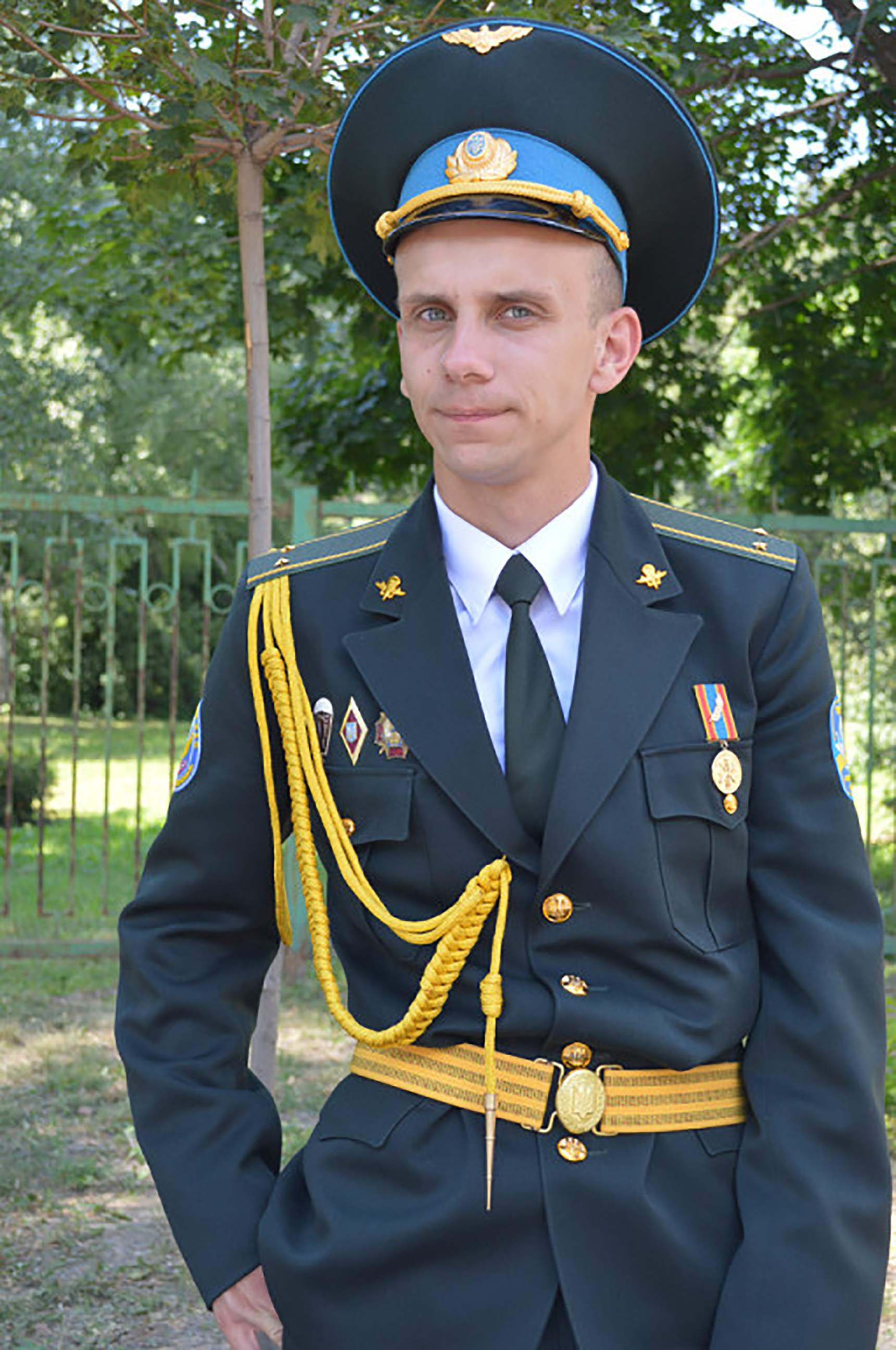
Пасельський Назар - на фото лейтенант
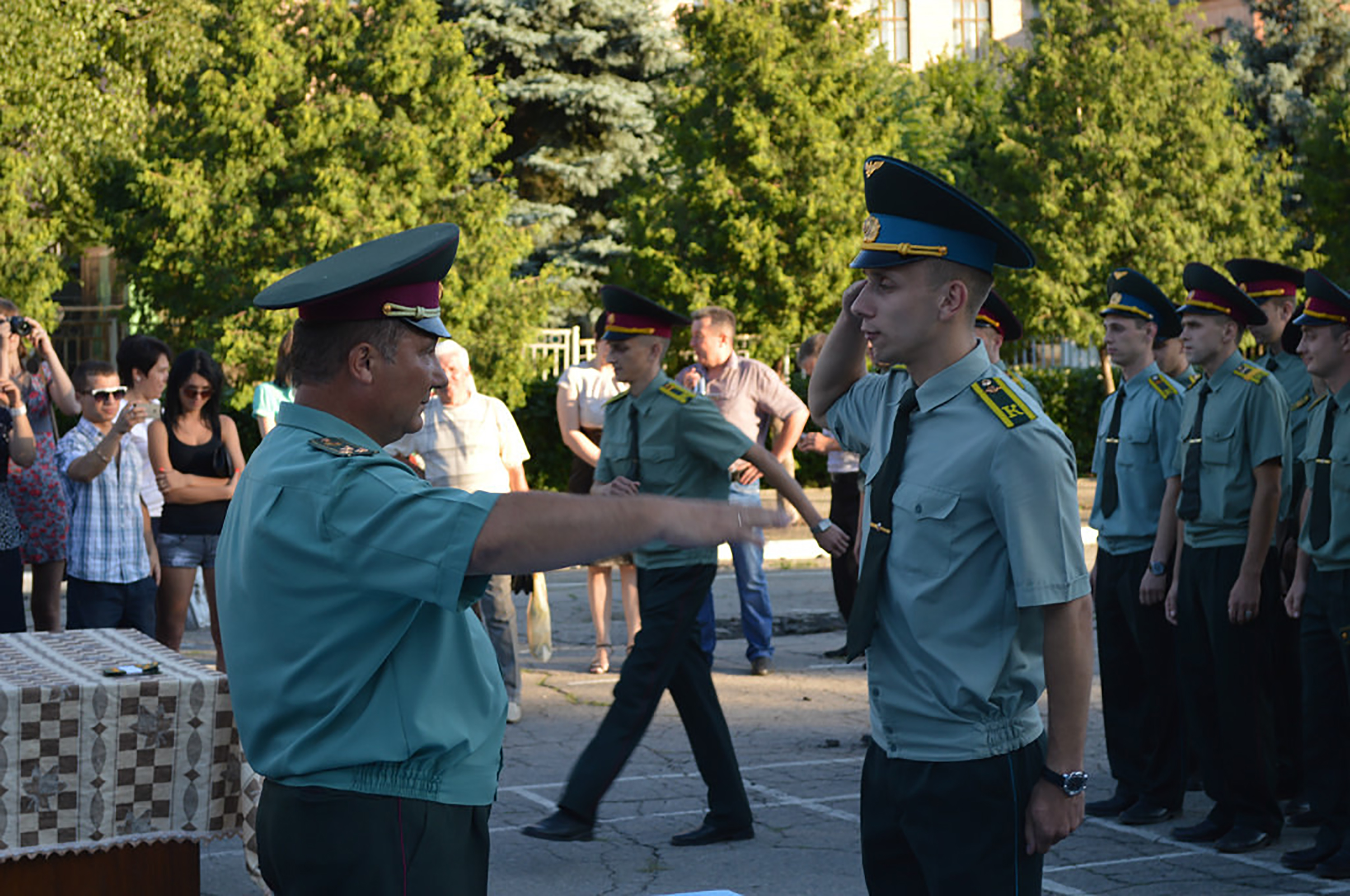
Пасельський Назар Миколайович
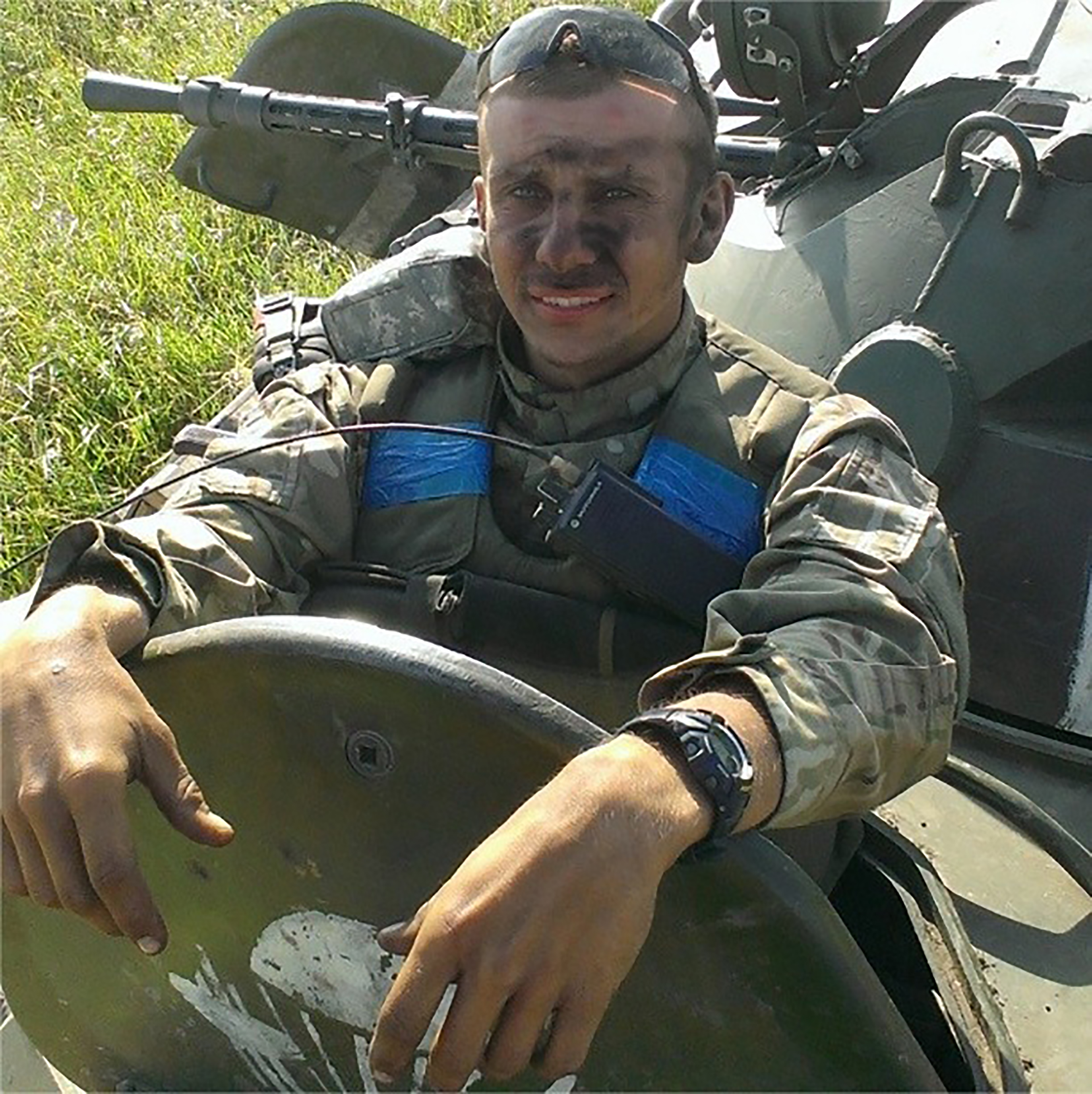
Під час АТО в липні 2014